# The History of the Decline and Fall of the Roman Empire
The History of the Decline and Fall of the Roman Empire (La història del declivi i caiguda de l'Imperi Romà) és l'obra més famosa d'Edward Gibbon i és considerat un dels llibres més influents en el pensament historiogràfic contemporani per l'ús de les fonts originàries, la barreja d'estil narratiu i fets que facilita la seva lectura i la interpretació racional de determinats fenòmens fins aleshores explicats per intervenció sobrenatural o l'atzar. És també una obra fortament controvertida per les opinions que l'autor barreja amb els fets analitzats. Publicada en sis volums a partir del 1776, ha acumulat reedicions i estudis, a més de ser inclosa en cites populars.

## Els fets narrats
L'obra cobreix el període que va des de l'any 180 fins al 1590; per tant, inclou el destí de la part occidental i oriental de l'imperi i no solament la Caiguda de l'Imperi Romà d'Occident, i és un dels primers historiadors a adoptar aquest enfocament. Entre el text narratiu, s'intercalen fragments extensos de documents originals o citacions exactes quan són fonts secundàries, metodologia innovadora per a la seva època i influïda per les idees il·lustrades sobre el mètode científic, el progrés de la història i el paper de la raó.

### Capítols
L'obra, en la seva versió final, està dividida en 71 capítols i sis volums (va tenir diverses reedicions i modificacions en vida de l'autor). Aquesta llista resumeix els temes principals de cada capítol:
1. Exèrcit imperial
2. Prosperitat sota els cinc bons emperadors
3. Líders
4. La crueltat de Còmmode
5. Guerres civils
6. Relaxació moral i estat financer
7. Revoltes internes
8. Pèrsia
9. Els germànics
10. Irrupcions bàrbares
11. Claudi II el Gòtic i Lluci Domici Aurelià
12. Conducta de l'exèrcit i el senat
13. La pau i l'ordre
14. Sis emperadors alhora fins a la victòria de Constantí I el Gran
15. El cristianisme primitiu
16. Persecucions cristianes
17. Fundació de Constantinoble
18. Divisió de l'imperi
19. Els gals
20. Cristianisme com a religió oficial
21. L'heretgia
22. Julià l'Apòstata
23. Actitud de Julià enfront del paganisme i les religions
24. Triomfs sobre els perses
25. Jovià i divisió de l'imperi
26. Huns i gots
27. Ambròs de Milà i guerres civils
28. Destrucció del paganisme
29. Divisió final de l'imperi
30. Auge dels gots
31. Invasió d'Itàlia
32. Arcadi i els perses
33. Els vàndals conquereixen Àfrica
34. Àtila
35. La ruïna interna
36. Saqueig de Roma i fi de l'imperi occidental
37. Conversions dels bàrbars, els jueus a Espanya
38. Els estats bàrbars
39. Regne gòtic a Itàlia, Anastasi I Dicor
40. Govern de l'imperi oriental
41. Belisari
42. Els bàrbars a Europa i Àfrica
43. Derrota dels grans regnes, el cometa i les plagues
44. Les lleis romanes
45. Gregori I i la seva època
46. Revoltes perses
47. La doctrina de l'encarnació, controvèrsies cristianes
48. Emperadors orientals
49. La persecució de les imatges
50. Mahoma
51. Auge dels àrabs o sarraïns
52. Conquestes àrabs
53. El segle x
54. Les llavors de la reforma protestant: els paulicians
55. Búlgars i russos
56. Els normands
57. Els turcs seljúcides
58. La Primera croada
59. Les croades
60. Cisma
61. Conseqüències de les croades
62. Els catalans, els emperadors grecs
63. La ruïna de l'imperi oriental
64. Els mongols
65. Tamerlà
66. Relacions entre est i oest
67. Hongria, Constantí XI Paleòleg, el darrer emperador
68. Caiguda de Constantinoble
69. Roma al segle xii
70. Cisma d'Occident
71. Conclusions

## Les teories d'Edward Gibbon
Edward Gibbon comenta de manera subjectiva els fets narrats i els compara amb el seu present, especialment en les notes a peu de pàgina. La teoria principal que explica la caiguda de l'Imperi Romà per a ell és el relaxament dels costums morals, una tesi que va ser compartida per molts historiadors fins al segle xx i que es troba també en Montesquieu. Aquests costums van afeblir l'exèrcit, fet que van aprofitar els bàrbars per fer-se forts i anar conquerint els romans. A la desídia militar va contribuir també el cristianisme, una religió que predicava en favor dels febles i de la vida després de la mort, que va desembocar en una edat mitjana dominada per la foscor i la superstició.
També va estimar que els màrtirs cristians eren molt menys que el que havia volgut fer creure l'Església (especialment Eusebi de Cesarea), afirmació que li va portar problemes al seu temps perquè el van acusar de pagà. Molts lectors han criticat la imatge que presenta dels cristians com a intolerants, enfront dels antics pagans. A la seva època, s'acostumava a contraposar l'exemple cristià a la decadència moral i, en canvi, ell inclou l'auge de la religió dins el clima de relaxació en els costums. Alguns predicadors coetanis el van titllar d'immoral i antisemita, una reacció que ell esperava però no tan violenta, com va escriure als seus amics (aquesta reacció va fer, fins i tot, que en determinats països es prohibís el llibre, com a Irlanda fins al 1970). Modernament, es tendeix a adoptar un punt de vista intermedi, tot i que alguns historiadors relativitzen el pes del cristianisme en algunes decisions imperials que Gibbon esmenta.
Els historiadors moderns solen sostenir que la visió de l'Imperi Romà d'Orient és menys atenta que la de l'imperi occidental, per un etnocentrisme comú al seu temps, extrem que va ser admès pel mateix autor en els escrits que va fer per defensar-se dels atacs que va rebre. Els líders orientals apareixen retratats d'una manera negativa en més ocasions que els occidentals.
En els paralel·lismes amb la situació britànica (immersa en el procés d'independència dels Estats Units), Gibbon hi veia una pèrdua de les virtuts tradicionals, una disminució de les llibertats i l'augment de la corrupció i el mal govern (com destaca Peter Burke), situació que la Il·lustració volia solucionar amb la introducció dels seus principis. La visió pessimista de la política té arrels en Plutarc i l'estil irònic i elegant amb què s'hi vol distanciar vindria de Samuel Johnson.

## Llegat
L'obra de Gibbon apareix en Our Mutual Friend, de Dickens, en la saga de la Fundació d'Isaac Asimov i en diverses obres que juguen amb el seu títol, entre les quals destaca Decline and Fall d'Evelyn Waugh. Hegel o Winston Churchill van elogiar públicament l'obra, i diferents historiadors van adoptar l'enfocament de narrar el declivi de grans civilitzacions, com William Shirer amb el Tercer Reich, John Toland amb els japonesos o Lawrence James amb l'Imperi britànic. Totes aquestes mencions demostren la influència de l'obra en el pensament europeu, especialment en el de parla anglesa.